# Bathanalia
Bathanalia é um género de gastrópode  da família Thiaridae.
Este género contém as seguintes espécies:
- Bathanalia howesi (Moore, 1898)
- Bathanalia straeleni Leloup, 1953